# Edward Mills Purcell
Edward Mills Purcell (Taylorville, Illinois, 1912. augusztus 30. – Cambridge, Massachusetts, 1997. március 7.) amerikai fizikus, aki 1952-ben Felix Blochhal megosztott fizikai Nobel-díjat kapott a mágneses magrezonancia felfedezéséért folyadékokban és szilárd anyagokban. Felfedezését 1946-ban publikálta. A mágneses magrezonancia (NMR) használata széleskörűen elterjedt az anyagok molekulaszerkezetének vizsgálatában.

## Életrajza
Purcell az Illinois állambeli Taylorville-ben született, szülei, Edward A. Purcell és Mary Elizabeth Mills mindketten Illinois-i lakosok voltak. Taylorville-ben és Mattoonban járt állami iskolákba, majd 1929-ben az Indiana állambeli Purdue University-re vették fel. Villamosmérnöki diplomáját is a Purdue University-n szerezte meg 1933-ban. Érdeklődése hamarosan a fizika felé fordult és K. Lark-Horovitz professzor jóvoltából posztgraduális képzésben lehetősége nyílt elektrondiffrakciós kísérleti kutatásokban részt venni. Cserediákként egy évet töltött Karlsruhéban a Műszaki Főiskolán, ahol W. Weizel professzor irányításával folytatta tanulmányait. Amikor 1934-ben visszatért az Amerikai Egyesült Államokba a Harvard Egyetemre került, ahol 1938-ban szerezte meg fizikai doktori címét.
A második világháború alatt a Massachusetts Institute of Technology (MIT) Sugárzástani Laboratóriumában dolgozott a mikrohullámú radar kifejlesztésén. A Sugárzástani Laboratórium fejlesztő csoportjának vezetője lett, a csoport feladata új frekvenciasávok és új mikrohullámú technikák kifejlesztése volt. Későbbi tudományos munkájára nagy hatással volt az itt dolgozó fizikusokkal való kapcsolata, különösen Isidor Isaac Rabival, aki érdeklődést mutatott anyagok molekuláris és nukleáris tulajdonságainak rádióhullámokkal való vizsgálata iránt. A háború után visszatért a Harvard egyetemi kutatásokhoz.
1945 decemberében Pound és Torrey munkatársaival felfedezte a mágneses magrezonanciát (NMR). Az NMR technika kényelmes és pontos eszközt nyújt a kutatóknak az anyagok tulajdonságainak és kémiai szerkezetének meghatározására; széleskörűen alkalmazzák a fizikai és kémiai kutatásokban. Ez a technika az alapja a mágneses magrezonancia képalkotásnak (MRI), a 20. század egyik fontos orvosi diagnosztikai módszerének. Az NMR felfedezéséért 1952-ben megosztott fizikai Nobel díjat kapott Felix Blochhal.
Purcell a csillagászatban is ért el tudományos eredményeket, ő volt az első, aki a semleges hidrogén atomok rádiósugárzását detektálta (a hiperfinom felhasadás következtében fellépő 21 cm-es rádióvonalat), melynek segítségével először váltak láthatóvá a Tejútrendszer spirálkarjai. Ez a megfigyelés segítette a rádiócsillagászat elindulását, a 21 cm-es rádióvonal mérése ma is a modern csillagászat fontos módszere. Spin-echo relaxációs, mágneses relaxációs és negatív spinhőmérséklet (fontos volt a lézer kifejlesztésében) tanulmányaival termékenyen járult hozzá a szilárdtestfizikához is. Norman F. Ramsey-vel együtt ő volt az első, aki megkérdőjelezte a részecskefizika CP-szimmetriáját.
Tudományos, oktatási és polgári munkájáért számos díjat kapott. Dwight D. Eisenhower, John F. Kennedy, és Lyndon B. Johnson tudományos tanácsadója volt. Ő volt az Amerikai Fizikusok Társaságának az elnöke, tagja volt az American Philosophical Society-nek, az Amerikai Tudományos Akadémiának valamint az American Academy of Arts and Sciences-nek. Nemzeti tudományos érdemérmet kapott 1979-ben.
Purcell az írója az Elektromosság és Mágnesesség (1965) című munkának, mely eredetileg a Berkeley egyetemen tartott fizikai előadássorozat 2. kötete volt. 1984-es kiadása már önálló munkaként jelent meg. Ez a finoman megírt munka, mely bemutatja Purcell tanári képességeit, ma is a villamosságtan és a mágnesesség egyik alapműve a fizikát tanító egyetemeken. Purcell egyik híres előadása a biológusokhoz szól: „Life at Low Reynolds Number” (Élet alacsony Reynolds számon).